# Берчели (Верона)
Берчели је насеље у Италији у округу Верона, региону Венето.
Према процени из 2011. у насељу је живело 39 становника. Насеље се налази на надморској висини од 72 м.